# تقرير ممارسة الأعمال

خريطة تشوروبليث لمؤشر ممارسة أنشطة الأعمال الصادر عن البنك الدولي من "ممارسة أنشطة الأعمال 2017" (نُشر عام 2016). تستند الخريطة إلى BlankMap-World6

تقرير ممارسة للأعمال هو دراسة تقوم بها مجموعة البنك الدولي سنويا منذ سنة 2004 وهي موجهة لقياس التكلفة المترتبة على القطاع الخاص نتيجة للقوانين والإجراءات المنظمة للأنشطة الاقتصادية، وذلك في أكثر من 180 دولة.
أصبحت هذه الدراسة من أهم المنتجات المعرفية الصادرة عن مجموعة البنك الدولي في مجال تطوير وتنمية القطاع الخاص، وينسب الفضل لهذه الدراسة في تحفيز العديد من الإصلاحات في الدول النامية.
تتضمن الدراسة سنويا تحليلا تفصيليا للتكاليف والإجراءات الإدارية المفروضة على شركات القطاع الخاص في كل من الدول المشاركة في التقرير، ومن ثم المقارنة بينها وإصدار قائمة بتصنيفاتها.
تعتمد الدراسة على مجهودات اتصال واسعة النطاق، ومن خلال التصنيفات تقوم بتسليط الضوء على الدول والقادة الأكثر اهتماما وتحقيقا للإصلاح.